# El jovencito Drácula
El jovencito Drácula és una pel·lícula espanyola de comèdia de terror i destape del 1976 dirigida i protagonitzada per Carlos Benpar, qui va comptar com a coprotagonistes amb les actrius eròtiques Susana Estrada i Verónica Miriel. El guió es basat lleugerament en la coneguda obra de Bram Stoker. Fou el llargmetratge de debut Va suposar el debut de Benpar com a director de llargmetratges.

## Sinopsi
La lectura del testament dels descendents del comte Dràcula deixa la propietat del castell de Dràcula a Transsilvània a la jove Mina Harker, descendent de Jonathan Harker, malgrat el que hauria desitjat el comte. En la lectura coincideix amb el besnét del comte Dràcula, Jonathan Dràcula, qui porta una vida dissoluta com a estudiant mentre redacta la seva tesi doctoral "Semàntica del vampirisme dins de l'articulació fantasmática de l'atzar". També es fa palès que el besnét de Van Helsing domina tota la regió llevat el castell del comte. Per la seva banda, Renfield, servidor fidel de Dràcula, escapa de la presó per ajudar al seu amo a que el jove Jonathan hereti finalment el seu castell.

## Repartiment
- Carlos Benpar – Jonathan Dràcula
- Susana Estrada – Mina Harker
- Verónica Miriel – Lucy
- Víctor Israel - Renfield

## Producció
Es tracta d'una pel·lícula amb un guió absurd i eixelebrat basat en el clàssic de bran Stoker i amb escenes eròtiques força grolleres típiques de les pel·lícules espanyoles de la dècada del 1970. També hi ha picades d'ullet als còmics Vértice. Tot i això, fou exhibida com a part de la secció informativa al IX Festival Internacional de Cinema Fantàstic i de Terror de Sitges.